# تشارلز كافلين
تشارلز كافلين (بالإنجليزية: Charles Coughlin) (و. 1891 – 1979 م) هو كاتب، وكاهن كاثوليكي، ومقدم برامج إذاعية، وصحفي، وناشط سلام من كندا، والولايات المتحدة، ولد في هاميلتون، توفي في برمنغهام، عن عمر يناهز 88 عاماً.
.

## التعليم
تعلم في جامعة تورنتو.

## روابط خارجية
- تشارلز كافلين على موقع الموسوعة البريطانية (الإنجليزية)
- تشارلز كافلين على موقع مونزينجر (الألمانية)
- تشارلز كافلين على موقع إن إن دي بي (الإنجليزية)